# توپلوو (اکلاهما)
توپلوو(به انگلیسی: Tupelo) شهری در ایالت اکلاهما کشور ایالات متحده آمریکا است که جمعیت آن در سرشماری سال ۲۰۱۰ میلادی، ۳۲۹ نفر بوده‌است.